# Benjamin de Lesbos
Benjamin de Lesbos (en grec : Βενιαμίν Λέσβιος; Plomari, île de Lesbos, 1759 ou 1762 - Nauplie, 1824), de son vrai nom Basile Georgandis, est un moine et érudit grec, membre de la Filikí Etería, ayant joué un rôle politique durant la guerre d'indépendance grecque.

## Biographie

### Origine et études
Il nait dans un village de montagne de l'arrière pays de l'actuel Plomari, sur l'île de Lesbos, en 1759 ou 1762. Son nom de naissance est Basile (Βασίλειος), fils de Ioannis Georgandis ou Carré (Ιωάννης Γεωργαντής ή Καρρέ) et d'Amyrissa (Αμύρισσα).
À 17 ans, il se rend au Mont Athos, est ordonné moine au monastère du Pantocrator et adopte le nom du frère de sa mère, l'higoumène Benjamin. Celui-ci fait partie d'un établissement d'enseignement à Kydonies, où Benjamin vient en 1779 suivre ses études sous la direction de Ioannis Economou. En 1783, il poursuit ses études à Patmos. Il y reste jusqu'en 1786, quand il se rend à Chios, toujours pour poursuivre ses études. Il y suit l'enseignement d'Athanase de Paros, et s'y lie avec le hiérarque Dorothéos Proïos, dont il adopte les idées novatrices.
En 1789, il revint à Kydonies et enseigne à l'école de Ioannis Economou. Il y reçoit le soutien financier de riches kydoniotes, qui lui permet à partir de 1790 et sur la suggestion de Proïos d'aller étudier à l'étranger. Il fréquente d'abord l'Université de Pise puis passe plusieurs années à Paris, où vient d'être créée l'École polytechnique. Il y assiste aux cours d'Antoine Lavoisier, rencontre Koraïs et entre dans le cercle des érudits de la diaspora grecque. Il écrit des articles dans leur journal, Hermes o Logios (en). Il passe ensuite un an en Angleterre.

### Un enseignant réputé
En 1799, il retourne à Kydonies pour y enseigner à l'école locale, réorganisée en 1803 en Académie. Ses cours comprennent philosophie, mathématiques, astronomie et expérimentation. Son enseignement permet à l'école d'acquérir une grande réputation et d'attirer des élèves de tous les Balkans, mais son contenu est jugé athée par l'église, niant la cosmogonie de la Bible et promouvant l'héliocentrisme et la multiplicité des mondes, ce qui lui vaut une condamnation du Patriarcat œcuménique de Constantinople en 1803. Cependant, suite l'intervention d'appuis importants, comme l'évêque d'Éphèse Dennis Kaliarchis et les princes phanariotes Démétrios (el) et Alexandre Mourouzis, il continue d'y enseigner jusqu'en 1812.
En 1812, il refuse la proposition de diriger l'école patriarcale de Constantinople mais se rend quand même dans cette ville, où il devient précepteur dans la maison du médecin Georges Dessylas. En 1817, il accepte l'appel de Jean Georges Caradja de réorganiser l'Académie princière de Bucarest. Il y a comme assistant et collaborateur Alexandros Mavrocordatos, neveu du souverain. Lorsque Caradja est renversé en 1818, il se rend à Iași en Moldavie où il enseigne pendant deux ans à l'Académie princière de Iassy (en) sous la protection d'Alexandre Kallimachis. C'est là qu'il est initié dans la Filikí Etería.

### Rôle dans la guerre d'indépendance grecque
En septembre 1820, il devient enseignant à l'École évangélique de Smyrne (en), où il semble agir comme envoyé de la Filikí Etería. Lorsque la Révolution grecque se déclenche en mars 1821, il se rend à Kydonies pour rassembler des armes et munitions pour la lutte de Papaflessas. À l'été 1821, il part pour Psara et se rend ensuite à Hydra et Spetses, avant d'arriver dans le Péloponnèse.
Il prend part à la première Assemblée nationale d'Épidaure (27 décembre 1821) comme l'un des vingt commissaires du Sénat du Péloponnèse, où il soutient son ancien collaborateur Alexandros Mavrocordatos. En 1822, il est membre de la commission chargée d'organiser l'insurrection des îles de la mer Égée, tout en recueillant des fonds pour soutenir la lutte. Lors de la deuxième Assemblée nationale d'Astros (mars-avril 1823), il est élu au comité de neuf membres chargé d'élaborer une loi pénale provisoire et est impliqué dans la préparation d'un plan pour créer davantage d'écoles. Alors que l'effet de ce plan se fait sentir en septembre 1824, il meurt à Nauplie de la fièvre typhoïde.

## Sources
- (el) Ελευθερία Ζέη, « Λέσβιος Βενιαμίν », dans Encyclopaedia of the Hellenic World, Asia Minor,‎ 17 novembre 2002 (lire en ligne)
- (el) « Benjamin de Lesbos », sur Association des plomariotes d'Attique [Σύνδεσμος Πλωμαριτών Αττικής] (consulté le 29 avril 2011)
- (el) Ε. ΑΜΥΓΔΑΛΑΚΗ, Α. ΠΑΡΑΣΚΕΥΟΠΟΥΛΟΥ, « Benjamin de Lesbos », sur Bibliothèque de l'Université nationale et capodistrienne d'Athènes (consulté le 29 avril 2011)
- (el) Costas Lappas, « Traditions orales sur Benjamin de Lesbos et leur utilisation dans ses biographies » [« Προφορικές παραδόσεις για τον Βενιαμίν Λέσβιο και η χρήση τους στις βιογραφίες του »], Mnimon [Μνήμων], vol. 24,‎ 2002, p. 85-105
- (el) Roxane Argyropoulos, Benjamin de Lesbos et la pensée européenne du XVIIIe siècle [« Ο Βενιαμίν Λέσβιος και η ευρωπαϊκή σκέψη του δεκάτου ογδόου αιώνα »], Athènes, Bibliothèque d'Histoire des Idées Βιβλιοθήκη Ιστορίας των Ιδεών,‎ 2003, 326 p. (ISBN 960-79-1627-1)